# Liga Nacional de Baloncesto
Liga Nacional de Baloncesto (LNB) – profesjonalna liga koszykówki, reprezentująca najwyższą klasę rozgrywkową na Dominikanie, założona w 2004 roku, jako Liga Dominicana de Baloncesto (Lidoba). Inauguracyjny sezon został rozegrany rok później. 
W 2009 roku z powodu problemów ekonomicznych sezon został odwołany. Rozgrywki przywrócono w 2010 roku pod nowa nazwą Liga Nacional de Baloncesto.
Każdy zespół rozgrywa w sezonie zasadniczym 20 spotkań. Cztery najlepsze zespoły, po dwa z każdej konferencji awansują do play-off. Spotkania final four są rozgrywane do trzech zwycięstw. Ich triumfatorzy awansują do ścisłego finału, gdzie rywalizacja toczy się do czterech zwycięstw. W ten sposób jest wyłaniany mistrz kraju.

## Zespoły

### Północ
- Huracanes del Atlántico
- Indios de San Francisco de Macorís
- Metros de Santiago
- Reales de La Vega

### Południe
- Cañeros del Este
- Soles de Santo Domingo Este
- Leones de Santo Domingo
- Titanes del Distrito Nacional

## Finały
| Sezon | Mistrz                             | Wicemistrz                         | Wynik |
| ----- | ---------------------------------- | ---------------------------------- | ----- |
| 2005  | Reales de La Vega                  | Panteras del Distrito Nacional     | 4-1   |
| 2006  | Metros de Santiago                 | Constituyentes de San Cristobal    | 4-3   |
| 2007  | Metros de Santiago                 | Panteras del Distrito Nacional     | 4-2   |
| 2008  | Constituyentes de San Cristobal    | Reales de La Vega                  | 4-2   |
| 2010  | Cañeros del Este                   | Tiburones del Atlántico            | 4-1   |
| 2011  | Leones de Santo Domingo            | Cocolos de San Pedro de Macorís    | 4-2   |
| 2012  | Cañeros del Este                   | Indios de San Francisco de Macorís | 4-2   |
| 2013  | Indios de San Francisco de Macorís | Titanes del Licey                  | 4-3   |
| 2014  | Metros de Santiago                 | Titanes del Distrito Nacional      | 4-2   |
| 2015  | Metros de Santiago                 | Cañeros del Este                   | 4-3   |

## Tytuły według klubu
| Klub                    | Tytuły | Miasto                     | Mistrzowskie lata      |
| ----------------------- | ------ | -------------------------- | ---------------------- |
| Metros de Santiago      | 4      | Santiago de los Caballeros | 2006, 2007, 2014, 2015 |
| Cañeros del Este        | 2      | La Romana                  | 2010, 2012             |
| Indios de San Francisco | 1      | San Pedro de Macorís       | 2013                   |
| Leones de Santo Domingo | 1      | Santo Domingo              | 2011                   |
| Titanes del Licey       | 1      | Santo Domingo              | 2008                   |
| Reales de La Vega       | 1      | Concepción de La Vega      | 2005                   |

## Nagrody

### MVP Finałów
- 2005 – Jorge Almanzar (Reales)
- 2006 – Carmelo Lee (Metros)
- 2010 – Edward Santana (Caneros)
- 2011 – Eulis Baez (Leones)
- 2012 – Mario West (Caneros)
- 2013 – Robert Glenn (Indios)
- 2014 – Victor Liz (Metros)
- 2015 – Victor Liz (Metros)